# Maja Manołowa
Maja Bożidarowa Manołowa, bułg. Мая Божидарова Манолова (ur. 4 maja 1965 w Kiustendile) – bułgarska polityk i prawniczka, posłanka do Zgromadzenia Narodowego, w latach 2015–2019 rzecznik praw obywatelskich.

## Życiorys
W 1988 ukończyła studia na jednej z moskiewskich uczelni. Później kształciła się na Uniwersytecie Gospodarki Narodowej i Światowej w Sofii, gdzie uzyskała magisterium z ekonomii (1994) oraz prawa (1996). Na początku lat 90. pracowała jako nauczycielka, następnie od 1991 do 1998 zajmowała stanowiska menedżerskie w dwóch przedsiębiorstwach. W 1998 podjęła praktykę w zawodzie adwokata w rodzinnej miejscowości.
W 1989 wstąpiła do Bułgarskiej Partii Komunistycznej, przekształconej wkrótce w Bułgarską Partię Socjalistyczną. W 2005 po raz pierwszy uzyskała mandat deputowanej do Zgromadzenia Narodowego. Z powodzeniem ubiegała się o reelekcję w wyborach w 2009, 2013 i 2014. W latach 2013–2014 pełniła funkcję wiceprzewodniczącej bułgarskiego parlamentu 42. kadencji.
W 2015 wybrana na rzecznika praw obywatelskich, w konsekwencji wystąpiła z partii. Urząd objęła w październiku tegoż roku. Złożyła rezygnację we wrześniu 2019, motywując to m.in. względami politycznymi. Kandydowała następnie w 2019 na burmistrza Sofii, przegrywając w drugiej turze głosowania z Jordanką Fandykową z partii GERB. Zainicjowała później utworzenie nowego ogólnokrajowego ruchu politycznego pod nazwą Izprawi se.BG. W kwietniu i lipcu 2021 z ramienia kierowanej przez siebie koalicji wybierana na deputowaną 45. i 46. kadencji.
Dwukrotnie zamężna; w 2016 jej drugim mężem został polityk Angeł Najdenow.